# Púrpura (banda)
Púrpura fue una banda argentina de hard rock y heavy metal, formada en 1982 y disuelta en 1984, por la cantante Leonor Marchesi, el guitarrista Osvaldo Grecco, el bajista Fernando Ortega, y el baterista Marcelo Leonardi.

## Historia
Al frente de su banda, Leonor Marchesi tuvo un impactante debut ante una audiencia multitudinaria, nada menos que en el Festival B.A. Rock, llevado a cabo en noviembre de 1982. 
En 1983, luego que su demo se difundiera en algunas radios FM de Buenos Aires, Púrpura editó su primer álbum homónimo, y comenzó a hacer actuaciones en distintos escenarios junto a figuras de la época. 
En ese momento, en que en Argentina explotaba el pop rock con Los Abuelos de la Nada, Soda Stereo y Virus, Púrpura y La Torre eran los dos referentes locales más populares del hard rock, con vocalistas femeninas. 
En 1984, luego de haber realizado una actuación en el Estadio Obras que sirvió de presentación oficial de su primer disco, Púrpura grabó su segundo LP, "Púrpura II", que contaría con dos videoclips promocionales, uno con el tema "Camino a la Capital" y el otro con "Hoy pienso que todo está bien". 
En diciembre de ese año, el grupo se disolvió ante la partida de Grecco y Ortega a España. 
En febrero de 1985, Marchesi formó Noche de Brujas junto a Rodolfo Gorosito (ex Banda de los Caballos Cansados de León Gieco y ex Nito Mestre y Los Desconocidos de Siempre), pero el proyecto no prosperó, y poco después Leonor emprendió el mismo vuelo que sus excompañeros de Púrpura, así fue como se instaló en España.
Allí se integró a Santa, la banda que conducía Jero Ramírez, actual guitarrista de Saratoga, y con ese grupo tuvo otro fuerte debut: fue en el "Fest PSOE" celebrado en Barcelona ante 60 mil personas, junto a Barón Rojo.

## Discografía

### Púrpura (1983)
1. Fusión total
2. No juegas, no corres, no
3. Las horas se destiñen
4. Luz de mediodía
5. Viajando es el destino
6. No está todo bien
7. Estoy sentado y miro
8. Por las buenas o por las malas
9. Ser joven
10. Despierta tu aridez
11. A mis hermanos

### Púrpura II (1984)
1. Camino a la capital
2. Alguien que estuvo
3. Somos las voces
4. La luz está por entrar
5. Hoy pienso que todo está bien
6. Descalza va
7. Libera tu voz
8. Quién salvará el barco